# Separazione magnetica dei rifiuti
Con separazione magnetica si indicano un insieme di operazioni di pretrattamento dei rifiuti volte a separare le diverse componenti dei rifiuti in base alle intrinseche proprietà magnetiche degli elementi che li compongono.
La frazione di materiale ferroso presente in un insieme di diversi materiali (rifiuti tal quali o pretrattati, residui di incenerimento, prodotti provenienti da raccolta differenziata…) viene separata per mezzo di magneti permanenti o elettromagneti. La tecnica è impiegata ampiamente, e permette efficienze di separazione superiori al 95%.
Gli impianti che svolgono le operazioni di separazione possono essere separatori magnetici (o deferrizzatori) e separatori a correnti indotte per metalli non ferrosi.

## Separatori magnetici: deferrizzatori
Le principali tipologie di apparecchiature sono:
- Separatori magnetici a tamburo
- Separatori magnetici a nastro

### Separatore magnetico a nastro
In un separatore magnetico a nastro (overbelt a magnete permanente e a elettromagnete) il materiale da trattare è movimentato da un trasportatore orizzontale a nastro. In prossimità dell'estremità di scarico è opportunamente disposto, un po' più in alto, un secondo nastro trasportatore, palettato, avente un magnete tra i due rulli di traino. Il materiale ferroso presente nel prodotto da trattare, attratto dal magnete, resta adiacente al nastro palettato, e viene trasportato in una zona di raccolta, mentre il materiale non ferroso cade subito all'uscita dal primo nastro.
Il magnete può essere permanente o un elettromagnete.
Il separatore a nastro è soggetto a maggiore usura rispetto a quelli a tamburo, ma costituisce il dispositivo di estrazione dei materiali ferrosi più efficace.

### Separatore magnetico a tamburo
In un separatore magnetico a tamburo (overbelt a puleggia magnetica) il magnete non è inserito nella zona “interna” del nastro (cioè tra i rulli di traino), ma direttamente dentro un tamburo rotante, di traino del nastro o esterno.
È configurato come un nastro trasportatore palettato, inclinato, che porta il materiale da separare verso l'estremità a quota più elevata; uno dei due rulli di traino del nastro (quello più in alto, in corrispondenza della sezione di scarico del materiale) ha al proprio interno il magnete. Il materiale ferroso presente nel prodotto da trattare, attratto dal magnete, resta adiacente al nastro per un tratto più lungo rispetto al materiale non ferroso. I due flussi, nella caduta seguono traiettorie differenti; tramite un deviatore opportunamente disposto nella parte sottostante la zona di caduta del materiale, è possibile raccogliere separatamente i due flussi.
È possibile eseguire un ulteriore passaggio per la pulizia ulteriore del materiale ferroso, nel caso siano presenti eventuali componenti mischiati, quali carta, pezzetti di plastica, ecc..
Nel caso si intenda eseguire una separazione più spinta, esistono separatori a doppio tamburo. Il materiale è trasportato da un nastro orizzontale. Il magnete è all'interno di un tamburo palettato, disposto sopra l'estremità di scarico; la componente ferrosa viene trascinata più avanti, nel senso di avanzamento, dal tamburo palettato, e cade in un secondo nastro orizzontale. Qui un secondo tamburo magnetico palettato provvede a sollevare la sola parte ferrosa, evitando trascinamenti di materiale indesiderato.

## Separatore a correnti indotte per metalli non ferrosi
Oltre alla separazione dei metalli ferrosi dal rifiuto, è possibile recuperare i metalli non ferrosi, quali l'alluminio, il rame, l'acciaio inox puro, l'ottone, ecc...
Il separatore per metalli non ferrosi è detto anche a correnti indotte o ECS (Eddy Current System).
Il sistema si basa sul seguente principio fisico: i componenti metallici, esposti a un campo magnetico ad alte frequenze, sono percorsi da correnti di Foucault che creano un campo magnetico che si oppone alla causa che l'ha generato. Risulta quindi una forza di repulsione che tende ad allontanarli dalla sorgente del campo magnetico.
Un separatore per metalli non ferrosi del tipo “a rullo induttore” è configurato come un separatore a tamburo, ma all'interno del rullo di estremità è presente un rotore magnetico, avente campo magnetico a polarità alternata (nord-sud) attorno alla propria circonferenza, posto in rotazione ad elevata velocità.
Le componenti metalliche non ferrose presenti nel rifiuto vengono allontanate dal materiale rimanente, e cadono seguendo una traiettoria differente, potendo essere quindi recuperate tramite appositi deviatori.
La separazione a correnti indotte è una fase particolarmente importante nel caso il materiale sia destinato a impianti di incenerimento (ad esempio, l'alluminio è un metallo indesiderato negli inceneritori a letto fluido).

## Applicazioni
I separatori a magneti sono utilizzati per separare i metalli ferrosi. Sono adatti per lavorare su materiali a pezzatura uniforme, e permettono di ottenere ferro esente da plastiche, stoffa, carta. Confrontando i separatori overbelt:
- a elettromagnete: è adatto a flussi medio- grandi (da 10 30 ton/h), e lavora su pezzature medio- grandi (entro i 40 cm); la tecnologia è costosa e ha consumi energetici elevati;
- a magnete permanente: è più adatto a pezzature contenute (inferiori a 20 cm), e i pezzi di ferro devono avere pesi inferiori a 3 kg ca;
- a puleggia magnetica:  è adatto a pezzature piccole (inferiori a 10 cm), e può essere usato in combinazione con i sistemi overbelt; si tratta di un sistema abbastanza economico.

Il separatore per metalli non ferrosi è utilizzato per recuperare i metalli non ferrosi, quali l'alluminio, il rame, l'acciaio inox puro, l'ottone, ecc..  provenienti dalla raccolta dei rifiuti solidi urbani oppure direttamente dalla raccolta differenziata. 
L'efficacia maggiore si ha con pezzatura contenuta del materiale (inferiore ai 15 cm). È adatto a flussi medi di materiale da trattare (meno di 15 ton/h).
La tecnologia è costosa.